# Mesonyx
Mesonyx (Latijn: middenklauw) is een geslacht van uitgestorven vleesetende hoefdieren uit het Eoceen. Mesonyx leefde ongeveer van 40 tot 34 miljoen jaar geleden en is het typegeslacht van de familie Mesonychidae, de typefamilie van de orde Mesonychia, die misschien de voorouders van de walvissen bevatte. Fossielen van Mesonyx zijn gevonden in Wyoming (Verenigde Staten) en in Oost-Azië. 

## Kenmerken
Mesonyx was een wolfachtige predator. Hoewel dit het vroegste geslacht van Mesonychia was dat werd genoemd (door Edward Drinker Cope in 1872) en de groep er naar is vernoemd, was Mesonyx een van de meest afgeleide geslachten van de mesonychiden met evoluerende functies voor actief hardlopen. Deze dieren hadden een verminderd reukvermogen en vertrouwden waarschijnlijk op zicht en gehoor om voedsel te vinden. Ze waren waarschijnlijk actieve jagers. Mesonyx-soorten werden in leven getaxeerd op 1,25-1,5 meter lang, exclusief de staart. Gewichtsschattingen variëren van twintig tot vijfenvijftig kilogram. In tegenstelling tot de moderne roofdieren had Mesonyx geen klauwen, maar eindigden zijn poten in hoeven. Vanwege zijn korte poten was hij een snelle renner. De lange schedel had een relatief grote sagittale kam boven de hersenen om grote kaakspieren te verankeren en een krachtige beet te geven. Uit hersenafbeeldingen blijkt dat M. obtusidens een ongewoon goed ontwikkelde neocortex had voor een zoogdier uit het Eoceen. Hoewel moderne roofdieren complexere hersenen hebben, hadden hun voorouders dat niet. Mesonyx-soorten zouden voor hun tijd intelligente dieren zijn geweest.

## Leefwijze
Waarschijnlijk bestond zijn prooi uit kleine hoefdieren, zoals Hyracotherium, een kleine paardachtig dier.

## Fossielen
Mesonyx-exemplaren zijn opgegraven in Colorado, Wyoming, Utah en China. Net als andere mesonychiden hebben ze grote hoofden en lange nekken in verhouding tot hun lichaamsgrootte en wordt schedelmateriaal meestal bewaard. Mesonyx uintensis uit het Boven-Eoceen van Wyoming wordt beschreven als met een totale schedellengte van 429 millimeter en een gezichtslengte van 206 millimeter. Een ander exemplaar van Mesonyx uintensis is bekend uit het Boven-Eoceen in het noorden van Utah. Bijkomstige twee soorten - Mesonyx uqbulakensis en M. nuhetingensis - zijn beschreven uit de Boven-Eoceense Arshanto-formatie in China.
Grootteschattingen van Mesonyx werden gebruikt om het vaak geciteerde idee te genereren dat Andrewsarchus het grootste roofzuchtige landzoogdier was dat ooit heeft geleefd. Omdat Andrewsarchus alleen bekend is van een enkele geïsoleerde schedel, was de schatting van de grootte gebaseerd op het opschalen van materiaal van Mesonyx. Het is nu echter bekend dat de twee geslachten niet nauw verwant zijn, hun schedels wijzen op verschillende levensstijlen, en ze hadden waarschijnlijk zeer verschillende verhoudingen in het leven.